# Fanfan la Tulipe (film din 2003)
Fanfan la Tulipe este un film de aventuri francez din 2003 regizat de Gérard Krawczyk după un scenariu de Luc Besson și Jean Cosmos. În rolurile principale interpretează actorii Vincent Perez și Penélope Cruz.

## Acțiune
Acțiunea filmului are loc în Franța prin secolul al XVIII-lea. Țiganca Adeline îi prezice aventurierului Fanfan că el se va căsători cu fiica regelui Ludovic al XV-lea al Franței. Ca urmare Fanfan, care avusese nenumărate amante cărora le promisese căsătoria, se înrolează în armata franceză. Ordinea din armată nu este pe placul aventurierului, el caută să dezerteze dar este prins și arestat. Un ofițer caută să se răzbune pe aventurierul care i-a sedus iubita, Fanfan însă reușește să evadeze în mod spectaculos din închisoare.

## Distribuție
- Vincent Perez : Fanfan la Tulipe
- Penélope Cruz : Adeline la Franchise
- Didier Bourdon : Louis XV
- Hélène de Fougerolles : Madame de Pompadour
- Michel Muller : Tranche-Montagne
- Guillaume Gallienne : Colonel A.B.C.D. de La Houlette
- Gérald Laroche : Corsini
- Jacques Frantz : Sergent La Franchise
- Philippe Dormoy : Adjudant Fier-à-Bras
- Gilles Arbona : Le Maréchal
- Jean-Pol Dubois : L'Aumônier
- Philippe du Janerand : Koenigseck
- Magdalena Mielcarz : Henriette de France
- Anna Majcher : Wanda
- François Chattot : Le Curé
- Yves Pignot : Maître Guillaume
- Jacques Dynam : Chaville
- Jean Rochefort : Le Narrateur